# Paradolichurus boharti
Paradolichurus boharti là một loài côn trùng cánh màng trong họ Ampulicidae, thuộc chi Paradolichurus. Loài này được Kimsey miêu tả khoa học đầu tiên năm 1993.